# Argentina (buque)
El Argentina, inicialmente Presidente Perón, fue un buque de pasajeros de la marina mercante argentina, que sirvió en la Flota Argentina de Navegación de Ultramar entre 1949 y 1961; y en la Empresa Líneas Marítimas Argentinas entre 1961 y 1972.

## Historia
A pedido del IAPI, el buque (junto a sus gemelos, 17 de Octubre y Eva Perón) fue construido por Vickers-Armstrong de Inglaterra. Era un buque de pasajeros equipado con bodegas para llevar carnes. Fue incorporado al servicio en 1949 con la empresa privada Río de la Plata, que fue nacionalizada en 1951; y el buque formó parte de la Flota Argentina de Navegación de Ultramar (FANU). Posteriormente, pasó a la Empresa Líneas Marítimas Argentinas (ELMA) en 1961. Le llegó la baja en 1971 y fue desguazado.